# كولمبو (مسلسل تلفزيوني)
كولمبو (بالإنجليزية: Columbo)‏ مسلسل تلفزيوني أمريكي من بطولة بيتر فولك بدور محقق جرائم قتل يعمل مع إدارة شرطة لوس أنجلوس. اختلق الشخصية والمسلسل ويليام لينك وريتشارد ليفنسون؛ انتشر المسلسل بعد تحويل القصة البوليسية إلى عرض بوليسي السياق، يبدأ بعرض ارتكاب الجاني لجريمة قتل؛ ثم تدور أحداث الحلقة حول كيفية الإمساك بالجاني الذي تكون هويته معروفة مسبقاً للجمهور (من خلال المشهد الأول).
كولومبو هو محقق بوليسي ودود، من الطبقة العاملة، من أصل إيطالي، يمتاز بأنه يرتدي معطفاً واقٍ من المطر مجعد ذا لون بيج فوق بدلته الرسمية، كما أنه يدخن السيجار. غالباً ما يقلل المشتبه بهم من شأنه في البداية، ما يعطي هذا الانطباع عنه هو ظرفية الكلام، ثم يتزايد ازعاجهم منه بفعل سلوكه الذي يسبب الضيق. على الرغم من تواضع مظهره، إلا أنه وبفضل دهائه يتمكن من حلّ جميع القضايا التي يحقق فيها، إذ يؤمّن جميع الأدلة اللازمة لإدانة الجاني. يتمتع بعينٍ لا تغفل عن التفاصيل وهذا نهج لم يتخلّ عنه، قد يكون الأمر واضحاً للمشاهد، إلى أنه يبقى غامضاً للجاني حتى نهايات القصة.
يتراوح طول الحلقة بين 73 و 100 دقيقة (ما يقارب طول فيلم)، وقد بث المسلسل في أربعة وأربعين دولة. في عام 1997، احتل مسلسل "Murder by the book" من إخراج ستيفن سبيلبرغ المرتبة 16 حسب ترتيب مجلة دليل التلفزيون لأفضل 100 مسلسل في كافة الأزمان.
وفي عام 1999، صنّفت المجلة مسلسل الملازم كولمبو في المرتبة السابعة كأحد أعظم 50 شخصية تلفزيونية في كافة الأزمان.
في عام 2012، اختير المسلسل كثالث أفضل عرض بوليسي أو قانوني حسب تصنيف «الأفضل تلفزيونياً: أعظم العروض التلفزيونية في وقتنا».

عام 2013، أدرجه دليل التلفزيون في قائمة أعظم 60 عملاً درامياً في كافة الأزمان وفي المرتبة 33 على قائمة أفضل 60 مسلسل. فضلاً عما سبق، عام 2013، أدرجته نقابة الكتّاب الأمريكيون في المرتبة 57 على قائمة أفضل 101 كتابة مسلسل تلفزيوني.

## روابط خارجية
- كولمبو على موقع IMDb (الإنجليزية)
- كولمبو على موقع ميتاكريتيك (الإنجليزية)
- كولمبو على موقع الموسوعة البريطانية (الإنجليزية)
- كولمبو على موقع روتن توميتوز (الإنجليزية)
- كولمبو على موقع كينوبويسك (الروسية)
- كولمبو على موقع ألو سيني (الفرنسية)
- كولمبو على موقع قاعدة بيانات الفيلم (الإنجليزية)